# Imperatore Jagang
Jagang è un personaggio principale immaginario della saga fantasy La spada della verità, scritta dallo statunitense Terry Goodkind. È il nuovo antagonista dopo la sconfitta del Guardiano del Mondo Sotterraneo. Nella serie televisiva non compare, non essendo stato dato un seguito (una terza stagione) alla chiusura del velo nell’episodio finale.

## Aspetto e carattere
Jagang è un uomo calvo e muscoloso d'altezza media. Indossa sempre uno scaldacuore aperto che mostra il suo corpo possente e il suo petto villoso. Porta molti anelli frutto delle sue razzie ed ha una catenina d'oro che va dall'anello nella narice destra all'orecchino nel lobo sinistro. Porta due baffetti e una treccina sotto il labbro inferiore, e ha occhi completamente grigio scuro, privi di pupilla e iride.
È un tiranno dei sogni, un'arma progettata e costruita tremila anni prima dai maghi dell'epoca, ed è in grado d'insinuarsi nella mente delle persone per controllarle. Al suo servizio ci sono Sorelle dell'Oscurità, della Luce e alcuni maghi. Il suo obiettivo è distruggere la magia, vista come un male del mondo che gli impedisce di entrare nella mente di chiunque.
Metodico, paziente e calcolatore, non prende decisioni azzardate spinto dalle proprie emozioni, ma pianifica tutto con grande attenzione, facendo in modo di attaccare con una forza di molto superiore a quella del nemico.

## Biografia
Cresciuto come un ragazzo di strada e un ladro per la città di Altur'Rang, Jagang conosce Fratello Narev, che diviene poi la guida spirituale dell'Ordine Imperiale: l'uomo intuisce le sue potenzialità e lo istruisce per i suoi scopi di dominio. Consacrato imperatore del Vecchio Mondo e capo supremo dell'Ordine Imperiale, quando la barriera tra il Vecchio e il Nuovo Mondo cade, Jagang comincia il suo piano di conquista delle Terre Centrali. Dopo aver catturato le Sorelle dell'Oscurità non ancora tra le sue file, si reca al Palazzo dei Profeti, da dove intende conquistare il mondo utilizzando le profezie e sfruttando l'incantesimo attorno al Palazzo, che fa invecchiare molto lentamente gli abitanti: il suo piano viene però sventato da Richard, che distrugge il Palazzo; parallelamente, per liberarsi dal controllo di Jagang, le Sorelle Ulicia, Armina, Tovi, Merissa e Cecilia giurano fedeltà a Richard: tutte le persone leali a lord Rahl, infatti, sono protette dalle incursioni mentali dell'imperatore. Nicci rimane, però, sotto il controllo di Jagang, che la picchia e la violenta ripetutamente, ma l'uomo esita ad ucciderla perché rimane affascinato da come la donna lo sfidi apertamente, incurante della propria vita. Nicci diventa così la preferita dell'imperatore. Per vendicarsi di Richard, Jagang invoca una profezia a doppio vincolo che ha come vittima il Cercatore e riesce a far rubare dal Tempio dei Venti un libro che scatena la peste in tutto il mondo, ma Richard riesce a fermare entrambe. In seguito, l'imperatore comincia a risalire le Terre Centrali con il suo esercito, conquistando ogni villaggio e città: durante il viaggio cattura Annalina, infiltratasi come stracciona nel campo per salvare le Sorelle della Luce, ma la donna riesce a scappare grazie all'aiuto di Alessandra, Sorella dell'Oscurità tornata alla Luce.
Poco dopo Jagang comincia a far costruire un nuovo e grande palazzo ad Altur'Rang e, insediatosi in quello del ministro della cultura di Anderith, manda Nicci a cercare Richard, mentre lui continua l'invasione, arrivando fino alle porte di Aydindril, ma rimanda l'attacco alla primavera. Passato l'inverno, riceve la visita di Jennsen Rahl, che chiede il suo aiuto per uccidere il fratellastro Richard. Jagang le accorda quanto chiesto e, insieme a quarantamila cavalieri, attacca Aydindril, dove trova una picca con la testa di Fratello Narev, ucciso in seguito a dei tumulti ad Altur'Rang scatenati dallo stesso Richard. Nonostante nella città ci siano solo Adie e Zedd, l'assalto si rivela una carneficina: sopravvivono, infatti, in meno di mille e lo stesso Jagang riporta una profonda ferita alla coscia.
Non volendo aspettare oltre, Jagang dirige le sue truppe verso est per conquistare il D'Hara, costringendo le Sorelle dell'Oscurità a creare delle armi umane utilizzando i maghi. Le donne riescono a generare un Penetrante, Nicholas, capace di rubare l'anima delle persone, al quale affida il compito di uccidere Richard e catturare Kahlan. All'uccisione di Nicholas, l'imperatore fa creare alle Sorelle una bestia da sangue che distrugga Richard. Contemporaneamente, mentre manda una truppa di veterani con tre maghi a sedare la rivolta ad Altur'Rang, divide le sue truppe, lasciando un contingente ai passi del nord e spostandosi con l'altra parte verso sud per aggirare da lì le montagne ed entrare nel D'Hara. Durante la marcia, cattura Ulicia, Armina e Cecilia e le informa che il legame con Richard non le ha mai protette perché non gli erano completamente fedeli. Dice anche loro che è immune all'incantesimo della Catena di fuoco, una magia che ha fatto dimenticare a tutti l'esistenza di Kahlan e alla donna stessa il suo passato, perché era nelle loro menti mentre lo lanciavano. Visto che le tre donne avevano rapito Kahlan, Jagang si ritrova ad avere tra le mani anche la Madre Depositaria e due delle scatole dell'Orden. Quando Kahlan, approfittando del fatto che è praticamente invisibile per tutti perché si dimenticano di lei appena la vedono, uccide due guardie di Jagang e prova a scappare, l'imperatore la manda nuda in mezzo agli uomini del suo esercito per trovare qualcuno che la veda, avendo scoperto che ci sono delle eccezioni; informa anche Kahlan che aspetterà a violentarla e metterla incinta perché prima vuole che lei ricordi il suo passato in modo da ferire Richard. Venuto a conoscenza dello scioglimento dell'esercito D'Hariano, l'imperatore raggiunge all'inizio dell'inverno la piana di fronte al Palazzo del Popolo e comincia a far costruire ai soldati una rampa enorme per superare le mura. Ottenuta anche la terza scatola dell'Orden, Jagang offre a Richard di consegnargli il Palazzo del Popolo e Nicci, diventata nel frattempo fedele a lord Rahl. Il Cercatore accetta e, mentre le Sorelle dell'Oscurità si preparano ad attivare l'Orden, Jagang si reca da Nicci, che riesce a mettergli al collo un Rada'Han e ucciderlo tramite il dolore inflitto dal collare.